# Guayubín
Guayubín je drugo največje mesto province Monte Cristi v Dominikanski republiki. 
V mestu vsako leto med 1. in 10. avgustom priredijo festival, na katerem praznujejo god lokalnega svetnika, sv. Lovrenca. Vse dejavnosti spremlja lokalna glasba, v živo pa se igra priljubljene športe območja, kot so odbojka, bejzbol in softball, mesto obiščejo znani glasbeniki in komiki, organizatorska komisija pa tudi izbere kraljico festivala. 